# Disney XD

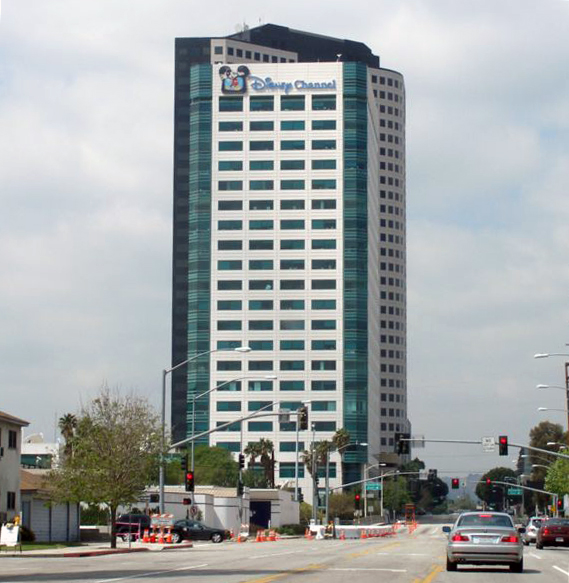
Sídlo televizí z rodiny Disney – Burbank, Kalifornie

Disney XD je televizní kanál z rodiny Walt Disney Company. Specializuje se převážně na chlapce ve věku od 11 do 16 let. Vysílá převážně akční seriály, ale nechybí ani filmy z produkce Disney. Kanál nahradil televizi Jetix.

## Historie
Předchůdce kanálu, Fox Kids, začal vysílat 19. října 1996. Čas vysílání se pohyboval okolo 06:00 a 19:00. Poté měl své místo kanál Sky 2 a později National Geographic Channel. Nakonec se doba vysílání, po kritice diváků, prodloužena do 22:00. Vysílací čas byl prodloužen opět dne 3. listopadu 2001. To se kanál začal vysílat 24 hodin denně a 7 dní v týdnu.
V dubnu roku 2002 se začal Fox Kids nenápadně měnit na Jetix. Poprvé ve Velké Británii a Irsku v podobě programového bloku. Jetix zatím jako programový blok vysílal každý den od 15:00 do 19:00 hodin. Od září 2002 byl blok též ráno od 07:00 do 09:00.
Blok Jetix původně představoval pořady, jako jsou Král Šamanů, Sonic X, Digimon, Teenage Mutant Ninja Turtles, Dobrodružství Jackieho Chana, Totally Spies, Black Hole High, Megaman: NT Warrior, Martin Mystery, Robot Wars a Power Rangers Ninja Storm.
Fox Kids se definitivně změnil na Jetix o půlnoci 1. ledna 2003. Programové bloky byly zrušeny a vše, co se v bloku vysílalo, bylo začleněné do běžného programového schématu. Krátce po změně názvu se večer začal objevovat blok Jetix Max. Blok Jetix Max začal vysílat pořady jako např. WITCH, Totally Spies, Martin Mystery, Funky Cops, Power Rangers, PXG & Black Hole High. Jetix Max byl ve Velké Británii a Irsku zrušen, ale v ostatních zemích se blok zachoval až do zrušení kanálu Jetix.
Po začátku vysílání Disney XD v USA, potvrdila televizní skupina ABC, že se kanál bude rozšiřovat do dalších zemí světa.

## Pořady

### Seriály
- Zeke & Luther
- Aaron Stone
- Crash a Bernstein
- Jsem v kapele
- Kick Buttowski
- Jimmy Cool
- Kid vs. Kat
- SportsCenter High
- Next X
- Team Smithereen
- Maskovaný Kocour
- Marvo the Wonder Chicken
- Robodz
- The Secret Life of Suckers
- Americký Drak: Jake Long
- Cory v domě
- Vladařova nová škola
- Gargoyles
- Legendy o Tarzanovi
- Phineas and Ferb
- Průvodce všehoschopného hráče
- Sladký život Zacka & Codyho
- Sladký život na palubě
- Yin-Yang-Yo!
- Mstitelé
- Penn Zero: Hrdina Na půl úvazku
- Batman
- Chaos
- Fantastická čtyřka
- Klíšťák
- Iron Man
- Dobrodružství Jackieho Chana
- Lockie Leonard (seriál)
- Monster Buster Club
- Naruto: Šippúden
- Shreducation
- Spektakulární Spider-Man
- Silver Surfer
- Spider-Man
- Spider-Man a jeho neuvěřitelní přátelé
- Static Shock
- Superman
- X-Men
- X-Men Evolution
- Star proti silám zla
- Marvel's Spider-Man
- Laboratorní krysy
- Laboratorní krysy: Elitní jednotka
- Velká šestka: Baymax se vrací
- Kačeří příběhy (2017)
- Kirby Buckets
- městečko záhad

### Filmy
- Skyrunners

## Pokrytí

### Amerika
- Kanada (actualy) (vlastněná společností Corus Entertainment)
- Latinská Amerika (Brazílie) (končí 1. dubna 2022)
- Spojené státy americké

### Evropa
- Belgie (končí 1. května 2020)
- Francie (končí 1. května 2020)
- Itálie (končí 1. října 2019)
- Německo (končí 1. dubna 2020)
- Nizozemí (TIMESHARED WITH VERONICA TV)
- Polsko
- Spojené království (končí 1. října 2020)
- Španělsko (končí 1. dubna 2020)
- Bulharska, Ceska, Mad'arska, Rumunska i Slovenska (do roku 2019).

- strálie (Nový Zéland) (končí 6. ledna 2019)
- Indie (nahrazeno Marvel HQ 9. ledna 2019 i nahrazeno Super Hungama 1.3.2022)
- Jihovýchodní Asie (Indonésie, Malajsie, Filipíny, Singapur (do roku 2020) a Thajsko)

### Střední Východ a Severní Afrika
Byla zahájena v říjnu 2009.

### Vznikající stanice
V dubnu 2009 spustil Disney vysílání Disney XD v Velké Británii, Itálii, Francii. Poté v září 2009 Disney XD spustili v Polsku a Srbsku.

## Magazín
Před změnou televize Jetix na Disney XD existoval magazín jménem Jetix Magazín. V zemích, kde působí kánal Disney XD, se začal prodávat pod jiným názvem, v Česku byl magazín zrušen.